# Vlaamse Televisie Sterren 2009

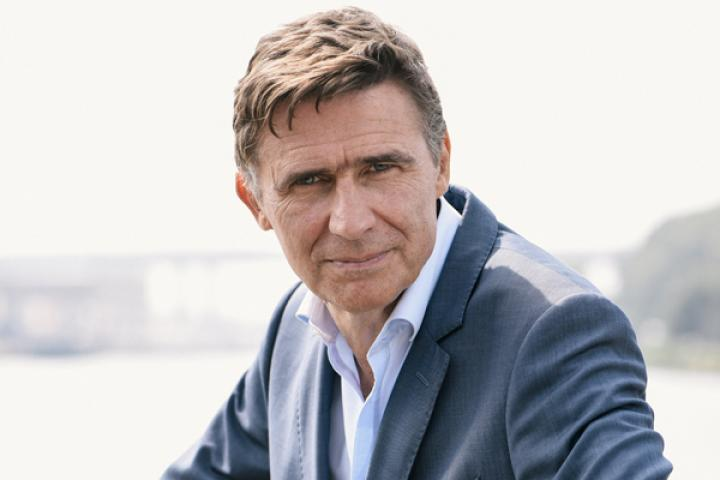
De quiz De Slimste Mens ter Wereld werd de grote winnaar van de avond, met de prijs van Erik Van Looy erbij won het in totaal drie awards.

De Vlaamse Televisie Sterren 2009 was de tweede keer dat de Vlaamse Televisie Academie verscheidene programma's en tv-figuren bekroonde. De prijsuitreiking, De Nacht Van De Vlaamse Televisie Sterren 2009, werd uitgezonden door VTM en opnieuw gepresenteerd door Wim De Vilder en Cathérine Moerkerke, nieuwsankers van respectievelijk Eén en VTM. Het evenement vond plaats op 27 maart 2009 in de Ethias Arena.
In totaal werden er 11 Televisie Sterren uitgereikt. Het tv-programma De Slimste Mens ter Wereld (Eén) was de grote winnaar. De quiz werd verkozen tot beste entertainmentprogramma en populairste televisieprogramma. Erik Van Looy werd bovendien ook uitgeroepen tot beste presentator.
In tegenstelling tot een jaar eerder werden de categorieën "Beste Acteur of Actrice" en "Beste Presentator of Presentatrice" nu opgesplitst in een mannen- en een vrouwencategorie. De categorie "Populairste Televisiepersoonlijkheid" werd geschrapt.
Sean Dhondt zong een eigen versie van "Anne" van Clouseau toen zijn echtgenote An Lemmens verkozen werd tot rijzende ster. Warre Borgmans bracht een ode aan zijn grote voorbeeld Gaston Berghmans.

## Winnaars
| Categorie                      | Winnaar                                            | Genomineerden                                                            | Uitgereikt door |
| ------------------------------ | -------------------------------------------------- | ------------------------------------------------------------------------ | --- |
| Beste Acteur                   | Matthias Schoenaerts (De Smaak van De Keyser, Eén) | Koen De Bouw (Vermist, VT4)                                              | Mark Tijsmans en Ludo Hellinx (als Wilfried Pasmans en Raymond Jacobs)                                                 |
| Beste Acteur                   | Matthias Schoenaerts (De Smaak van De Keyser, Eén) | Peter Van den Begin (Matroesjka's, VTM)                                  | Mark Tijsmans en Ludo Hellinx (als Wilfried Pasmans en Raymond Jacobs)                                                 |
| Beste Acteur                   | Matthias Schoenaerts (De Smaak van De Keyser, Eén) | Lucas Van den Eynde (Aspe, VTM)                                          | Mark Tijsmans en Ludo Hellinx (als Wilfried Pasmans en Raymond Jacobs)                                                 |
| Beste Actrice                  | Hilde De Baerdemaeker (LouisLouise, VTM)           | Veerle Baetens (Sara, VTM)                                               | Koen Wauters |
| Beste Actrice                  | Hilde De Baerdemaeker (LouisLouise, VTM)           | Karlijn Sileghem (Katarakt, Eén)                                         | Koen Wauters |
| Beste Actrice                  | Hilde De Baerdemaeker (LouisLouise, VTM)           | Maaike Cafmeyer (Aspe, VTM)                                              | Koen Wauters |
| Beste Presentator              | Erik Van Looy (Slimste Mens ter Wereld, Eén)       | Tom Lenaerts (De Pappenheimers, Eén)                                     | Jeroen Meus, Piet Huysentruyt en Viki Geunes                                                                           |
| Beste Presentator              | Erik Van Looy (Slimste Mens ter Wereld, Eén)       | Peter Van de Veire (Peter Live, Eén)                                     | Jeroen Meus, Piet Huysentruyt en Viki Geunes                                                                           |
| Beste Presentator              | Erik Van Looy (Slimste Mens ter Wereld, Eén)       | Koen Wauters (Alles Moet Weg, Moeders en Dochters, VTM)                  | Jeroen Meus, Piet Huysentruyt en Viki Geunes                                                                           |
| Beste Presentatrice            | Phara de Aguirre (Phara, Canvas)                   | Roos Van Acker (Peking Express, VT4)                                     | Véronique De Kock |
| Beste Presentatrice            | Phara de Aguirre (Phara, Canvas)                   | Frieda Van Wijck (De laatste show, Eén)                                  | Véronique De Kock |
| Beste Presentatrice            | Phara de Aguirre (Phara, Canvas)                   | Francesca Vanthielen (Sterren op de Dansvloer, De Italiaanse Droom, VTM) | Véronique De Kock |
| Beste Fictieprogramma          | De Smaak van De Keyser (Eén)                       | Matroesjka's (VTM)                                                       | Jan Verheyen |
| Beste Fictieprogramma          | De Smaak van De Keyser (Eén)                       | Katarakt (Eén)                                                           | Jan Verheyen |
| Beste Fictieprogramma          | De Smaak van De Keyser (Eén)                       | Sara (VTM)                                                               | Jan Verheyen |
| Beste Realityprogramma         | Mijn Restaurant (VTM)                              | Plat Préféré (Canvas)                                                    | Paul Jambers |
| Beste Realityprogramma         | Mijn Restaurant (VTM)                              | Peking Express: Zuid-Amerika (VT4)                                       | Paul Jambers |
| Beste Realityprogramma         | Mijn Restaurant (VTM)                              | Tomtesterom (Eén)                                                        | Paul Jambers |
| Beste Informatieprogramma      | Het Journaal (Eén)                                 | De laatste show (Eén)                                                    | Kris Peeters |
| Beste Informatieprogramma      | Het Journaal (Eén)                                 | Het Nieuws (VTM)                                                         | Kris Peeters |
| Beste Informatieprogramma      | Het Journaal (Eén)                                 | Phara (Canvas)                                                           | Kris Peeters |
| Beste Entertainmentprogramma   | De Slimste Mens ter Wereld (Eén)                   | De Pappenheimers (Eén)                                                   | Marleen Renders, Sabine Appelmans en Ulla Werbrouck                                                                    |
| Beste Entertainmentprogramma   | De Slimste Mens ter Wereld (Eén)                   | Hagger Trippy (2BE)                                                      | Marleen Renders, Sabine Appelmans en Ulla Werbrouck                                                                    |
| Beste Entertainmentprogramma   | De Slimste Mens ter Wereld (Eén)                   | Sterren op de Dansvloer (VTM)                                            | Marleen Renders, Sabine Appelmans en Ulla Werbrouck                                                                    |
| Populairste Televisieprogramma | De Slimste Mens ter Wereld (Eén)                   |                                                                          | Mike Verdrengh, Jean-Marie Vandewalle en Hans Vandewalle (West-Vlaamse boeren die bekend werden dankzij Man bijt hond) |
| Rijzende Ster                  | An Lemmens                                         | Goedele Liekens                                                          | |
| Carrière Ster                  | Gaston Berghmans                                   | Ben Crabbé                                                               | |

## Meeste nominaties en awards

### Meeste nominaties
- 3: De Slimste Mens ter Wereld
- 2: De Pappenheimers, De Smaak van De Keyser, Matroesjka's, Phara de Aguirre, Sara

### Meeste awards
- 3: De Slimste Mens ter Wereld